# Sabine Binder
Sabine Binder (* 24. August 1971 als Sabine Fischer in Tulln an der Donau) ist eine oberösterreichische freiheitliche Politikerin. Seit dem 7. Juli 2016 ist sie Abgeordnete zum Oberösterreichischen Landtag, seit dem 23. Oktober 2021 amtiert sie dort als Zweite Landtagspräsidentin.

## Leben und politisches Wirken
Nach dem Besuch der Pflichtschulen in Kirchberg am Wagram und der Bundesfachschule für wirtschaftliche Frauenberufe in Krems an der Donau absolvierte Binder eine Lehre als Friseurin und Perückenmacherin und arbeitete bis 1998 in Wien als Stylistin. Anschließend war Binder vier Jahre lang bei einem Drogeriemarkt in Tulln beschäftigt; daneben legte sie 2001 die Unternehmerprüfung und die Meisterprüfung ab. Seit 2002 ist sie als Friseurmeisterin selbstständig. 2006 heiratete Binder einen Landwirt aus Wallern an der Trattnach; das Paar hat drei Kinder.
Seit 2009 ist Binder im Gemeinderat der Gemeinde Wallern an der Trattnach aktiv, zunächst als Ersatzmitglied, seit 2015 als Gemeindevorstand. Daneben ist sie seit 2012 stellvertretende Ortsparteiobfrau, stellvertretende Bezirksobfrau der Freiheitlichen Wirtschaft sowie stellvertretende Bezirksobfrau der FPÖ Grieskirchen. Am 7. Juli 2016 rückte Binder für Wolfgang Klinger, der in den Nationalrat wechselte, in den Oberösterreichischen Landtag nach.
Nach der Landtagswahl 2021 wurde sie in der konstituierenden Sitzung der XXIX. Gesetzgebungsperiode zur Zweiten Präsidentin des Oberösterreichischen Landtags gewählt. Sie folgte in dieser Funktion Adalbert Cramer nach.